# Linosnede

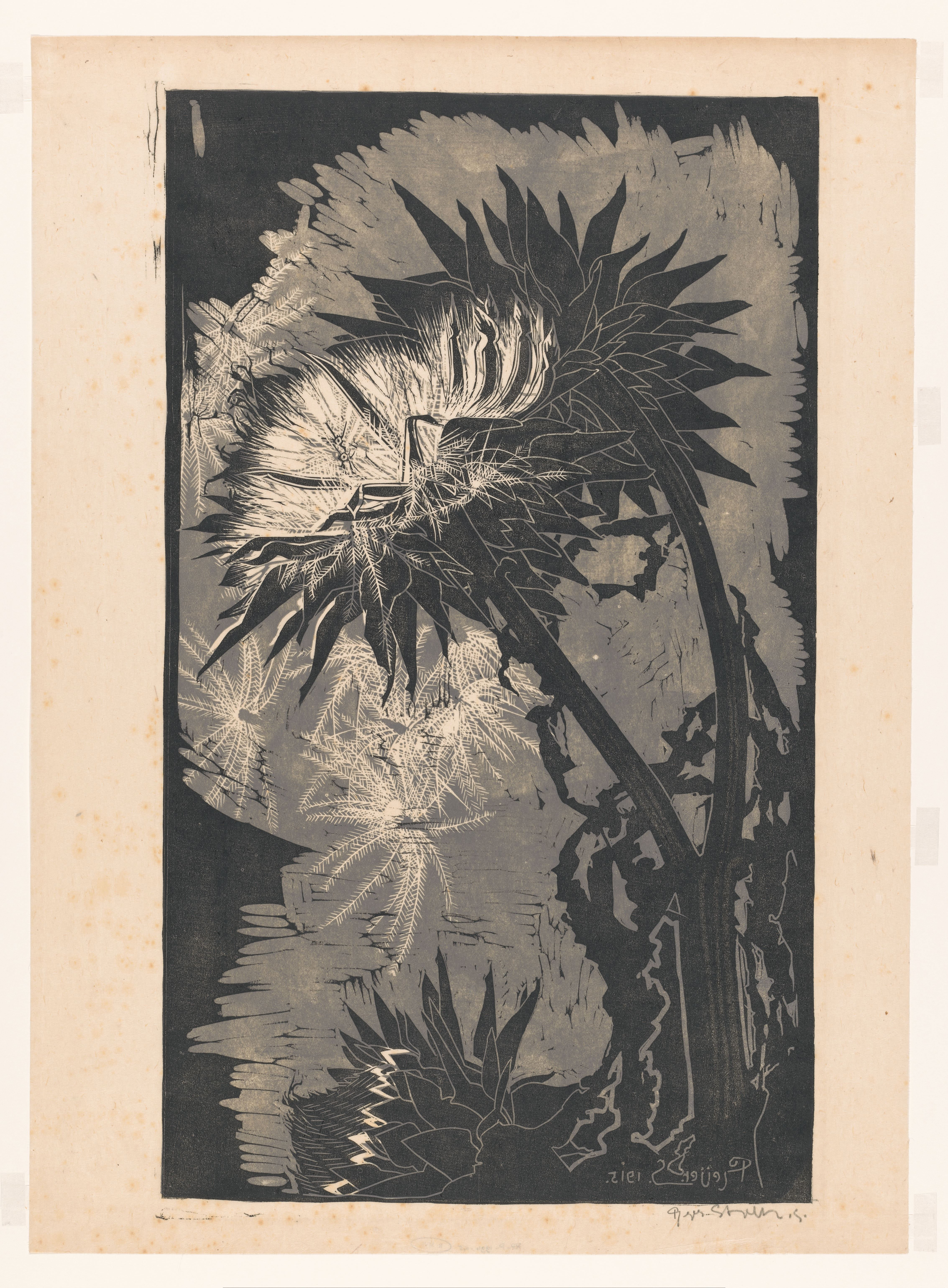
Artisjok, 1915, door Reijer Stolk

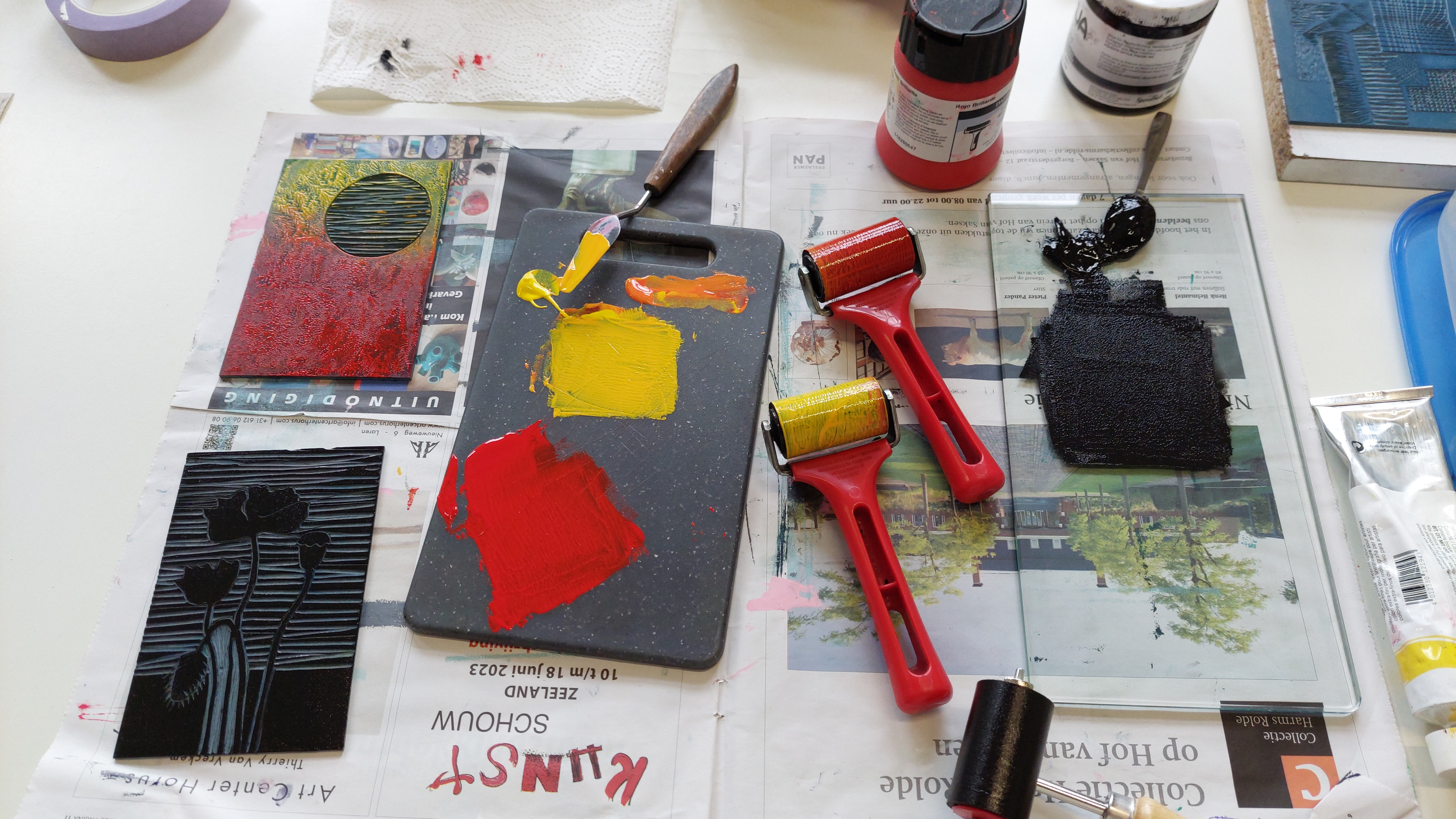
Het maken van een lino met meerdere kleuren. Links twee platen die zijn gegutst. De bovenste met nog de resten inkt na het afdrukken in verlopende kleuren. Daaronder de andere plaat met zwarte inkt. Rechts platen voor het uitrollen van de inkt, met 3 inktrollers, een tube geel en een pot met rode inkt.

Linosnede of linoleumsnede is een hoogdruktechniek, waarbij een afbeelding wordt uitgesneden uit een stuk linoleum. Er bestaan speciale zachte linoleumsoorten voor kunstenaars.
De techniek is te vergelijken met de houtsnede. Omdat het snijden in de plaat linoleum makkelijker is - het materiaal is zachter - kunnen vloeiender lijnen ontstaan, maar een linosnede is doorgaans wat grover van tekening. Daardoor is hij beter dan de houtsnede geschikt voor grotere vlakken en grote formaten. De drukvlakken zijn gladder en missen de nerftekening van het hout.

## Geschiedenis
Linoleum werd ontwikkeld in Engeland in de periode 1850-1875. Aan het eind van de 19e eeuw werd de linosnede voor het eerst gebruikt in het nijverheidsonderwijs. Erich Heckel is de eerste kunstenaar van wie een linosnede bekend is. Deze dateert uit 1903, toen Heckel nog maar twintig jaar oud was. De kunstbeweging die Heckel in 1905 met Ernst Ludwig Kirchner en Karl Schmidt-Rottluff oprichtte, maakte eveneens gebruik van deze techniek.
Zij werden gevolgd door andere grote kunstenaars zoals Henri Matisse, Wassily Kandinsky, Maurice de Vlaminck en Gabriele Münter, maar ook door M.C. Escher, die als jongen een aantal geslaagde linosneden maakte, en Jan Mankes. In en na de Eerste Wereldoorlog werd de techniek speciaal door expressionistische grafici gebruikt. Het in de jaren twintig vernieuwde kunstonderwijs introduceerde de linosnede voor de zelfexpressie van jonge kinderen. Zo kwam de door Hendrik Werkman uitgegeven serie De 1e (2e & 3e) twintig linoleumsneden van Leerlingen eener H.B.S.V. tot stand onder leiding van kunstdocent Jan G. Jordens (1925-1930).
Na de Tweede Wereldoorlog werd er meer geëxperimenteerd met de techniek. De schilder Wilhelm Lachnit etste linoleum, terwijl Pablo Picasso meerkleurenafdrukken maakte van één plaat linoleum door steeds wat materiaal weg te snijden en als laatste drukgang de contouren te drukken. Ook introduceerde hij een nieuwe techniek genaamd épreuves rincées, letterlijk 'gewassen proeven', waarbij de papieren afdruk wordt gewassen in water of inkt op waterbasis.

## Proces
Er kan eerst een tekening op het linoleum gemaakt worden, waarbij er rekening mee moet worden gehouden dat de afdruk in spiegelbeeld zal zijn. Rond de afbeelding die moet blijven staan wordt met speciale gutsen het linoleum weggesneden. Verwarmd linoleum is zachter en daardoor gemakkelijker te bewerken. Met een roller wordt speciale drukinkt op de achtergebleven hoge delen aangebracht. Vervolgens wordt er een dik papier op het linoleum gelegd, dat met een hoogdrukpers krachtig wordt aangedrukt. 
Kleine formaten kunnen ook handmatig met een glad voorwerp worden aangewreven, zoals een lepel, een schone inktroller of een bordenwisser. Daarbij wordt eerder dun papier gebruikt. Dan wordt de afdruk voorzichtig van het linoleum gehaald en te drogen gelegd. Eventueel kan er nog een drukgang plaatsvinden, bijvoorbeeld in een andere kleur. De afdruk van een linosnede kan ook met inkt of verf worden ingekleurd. Van een linosnede kunnen vele honderden afdrukken gemaakt worden voordat het linoleum is versleten.

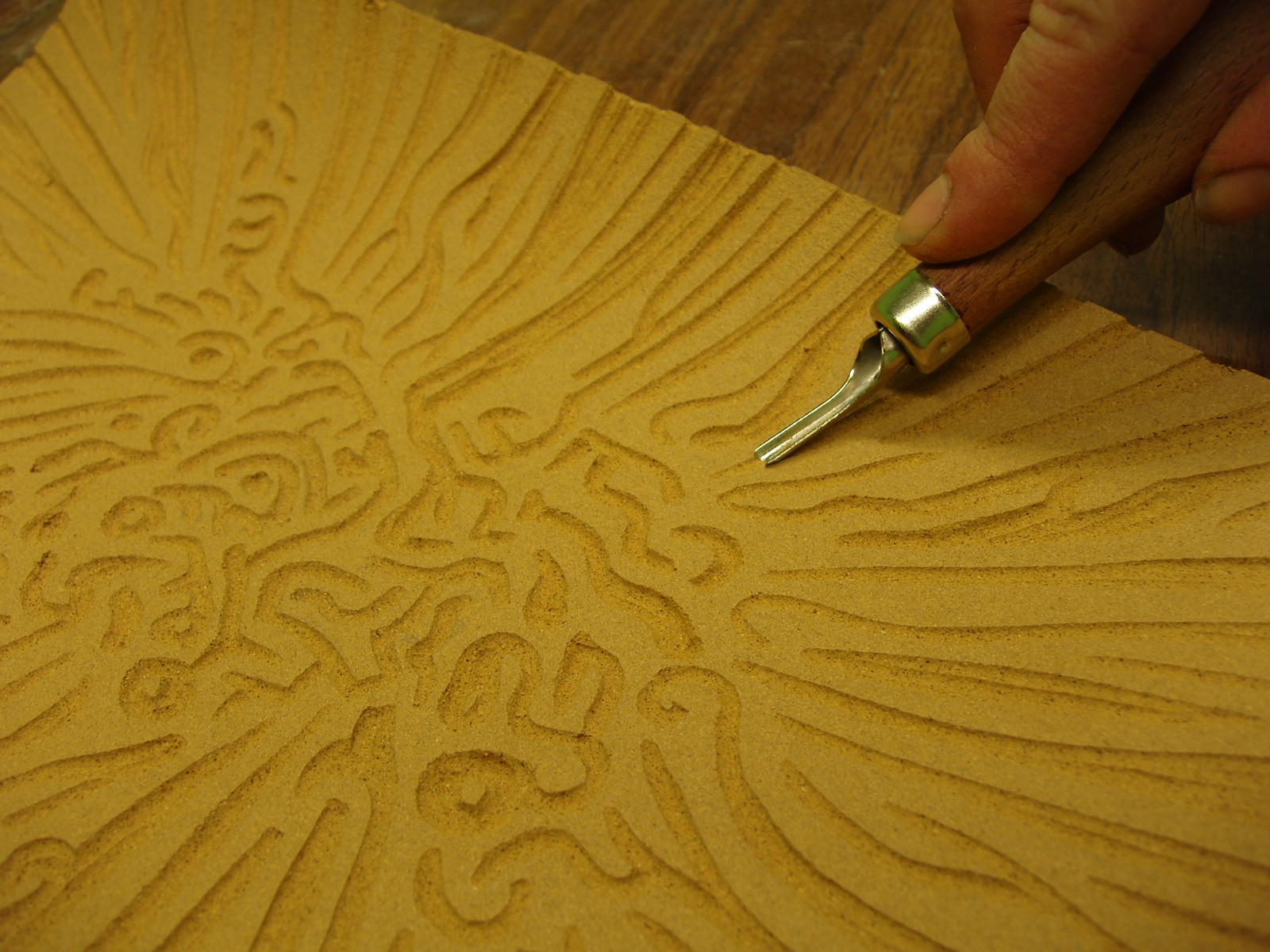
Het snijden met een guts
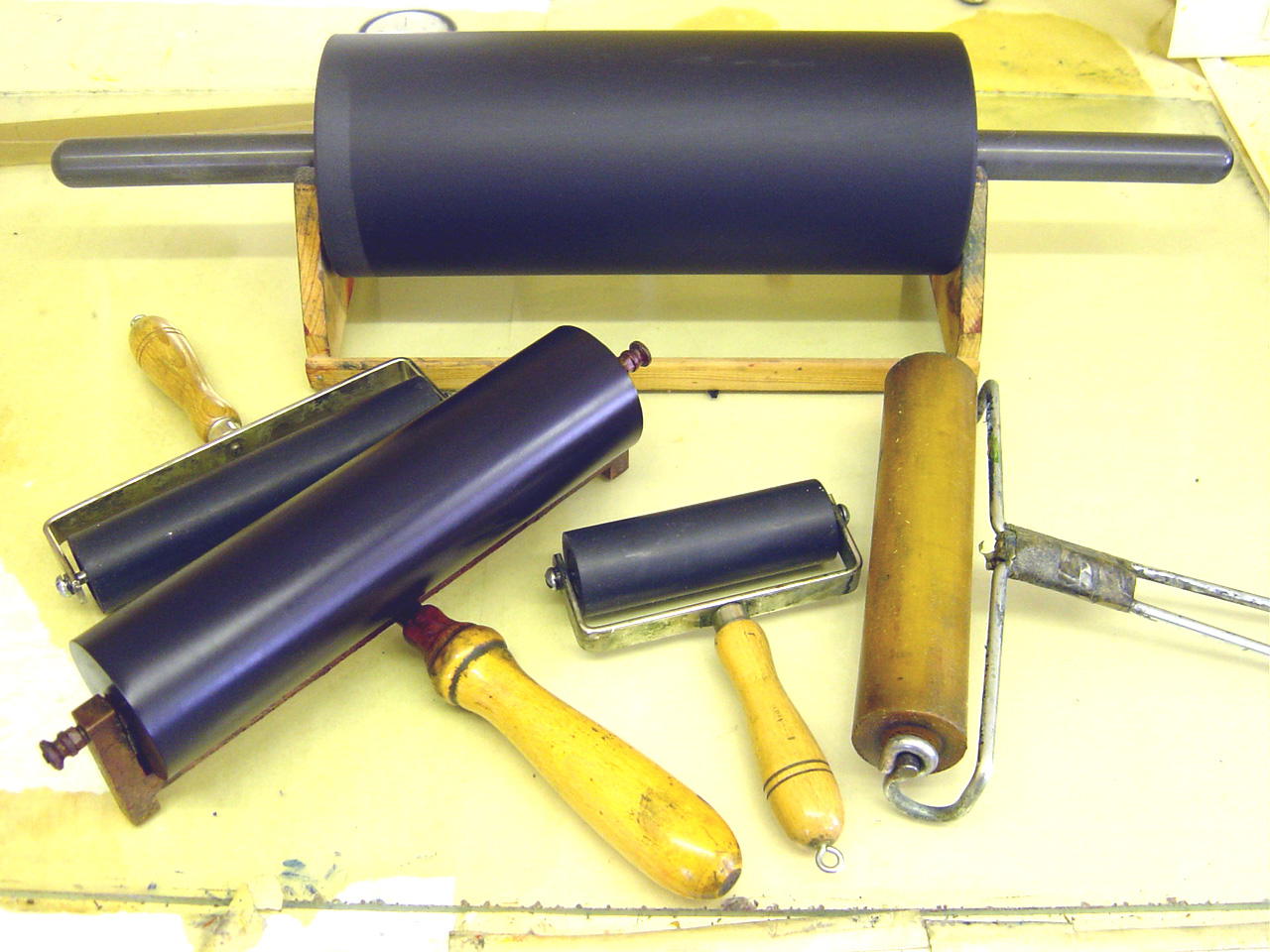
Inktrollers voor linosnede
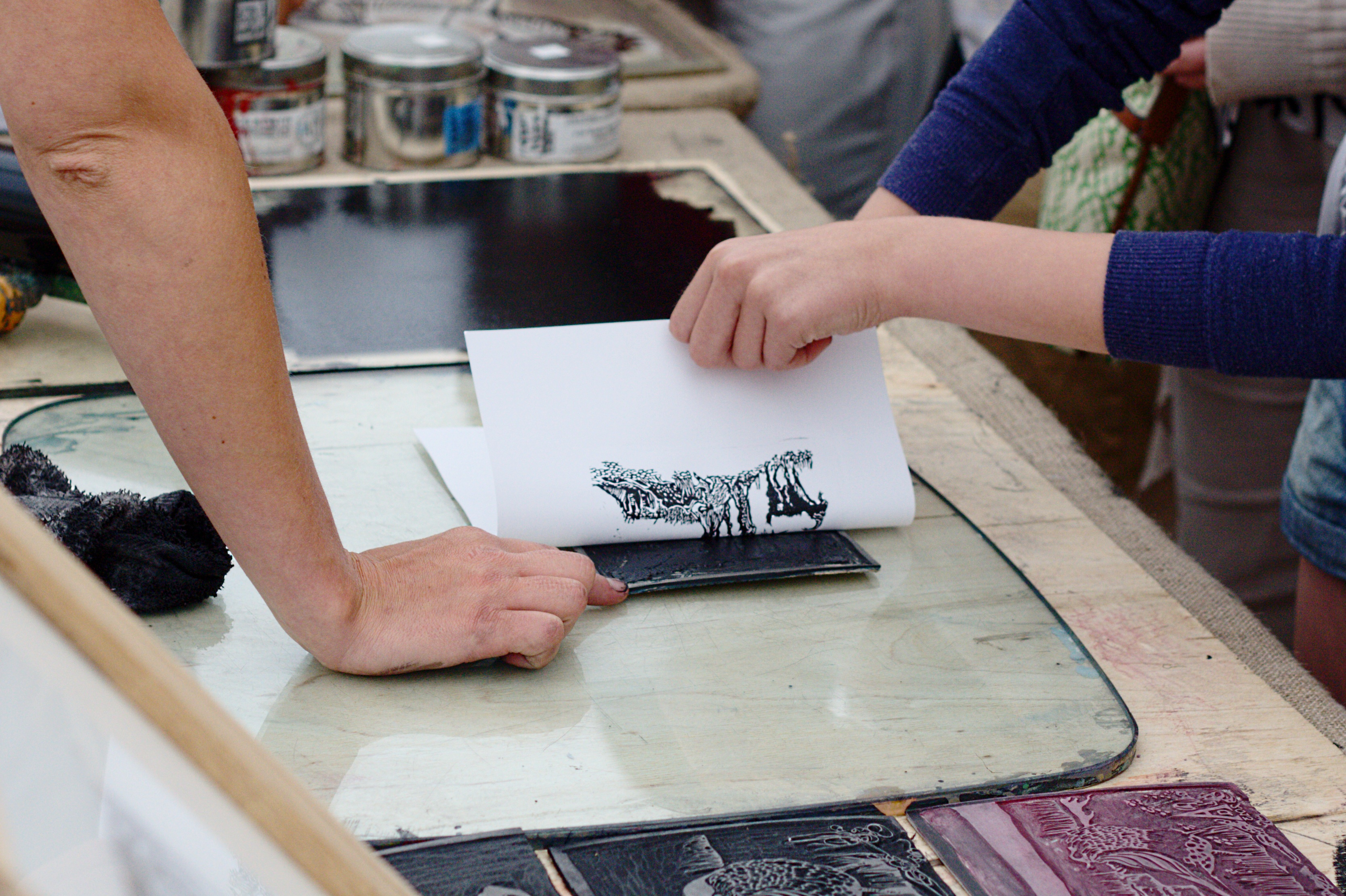
Het bekijken van een drukproef
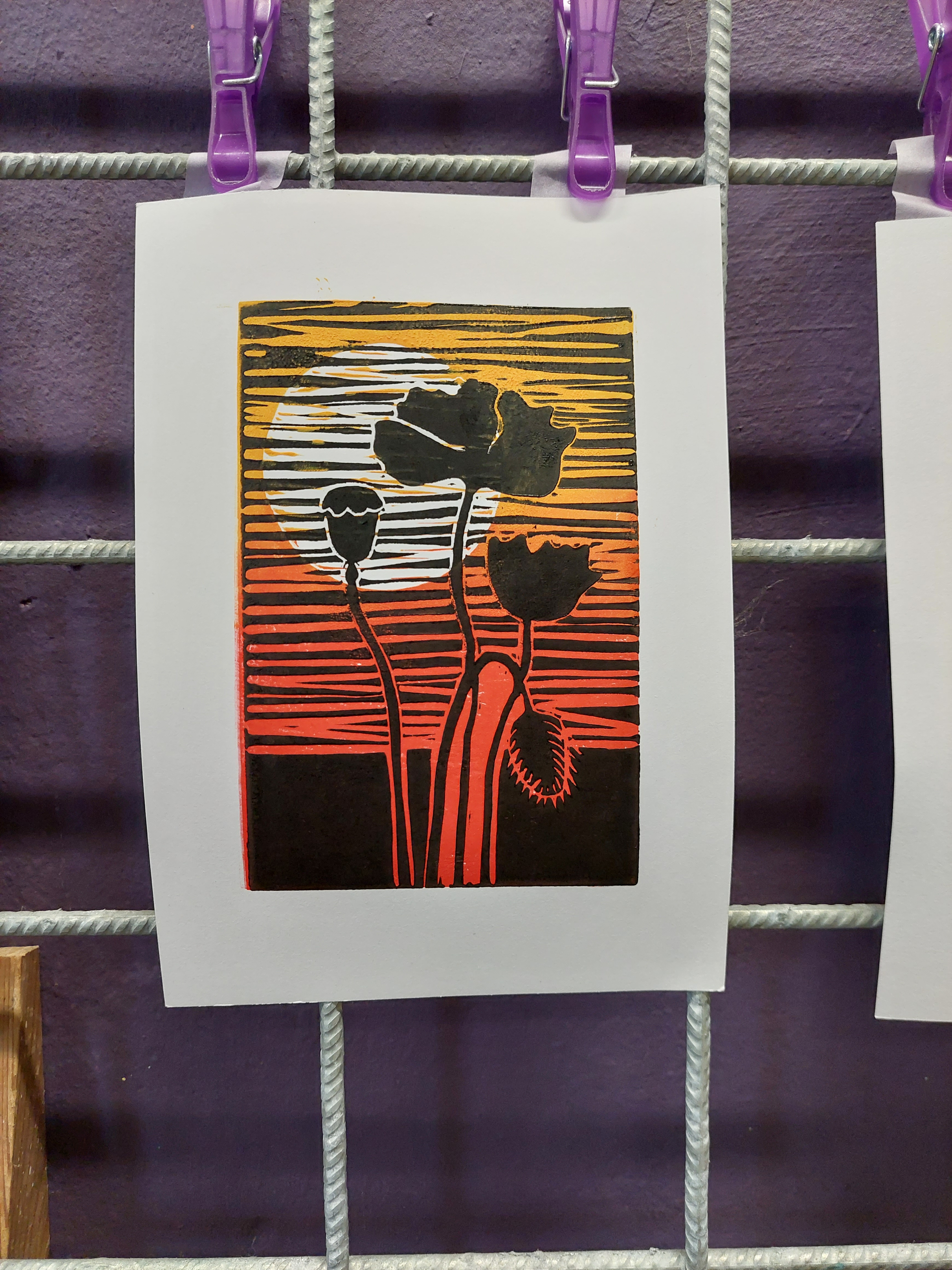
Linoleumsnede met twee platen hangt te drogen